# Wirenia argentea
Wirenia argentea är en blötdjursart som beskrevs av Nils Hjalmar Odhner 1921. Wirenia argentea ingår i släktet Wirenia och familjen Gymnomeniidae. Arten är reproducerande i Sverige. Inga underarter finns listade i Catalogue of Life.